# Kingsley (Cheshire)
Kingsley – wieś w Anglii, w hrabstwie ceremonialnym Cheshire, w dystrykcie (unitary authority) Cheshire West and Chester. Leży 17 km na północny wschód od miasta Chester i 262 km na północny zachód od Londynu. W 2001 miejscowość liczyła 2026 mieszkańców.